# Exallancyla tuberculicollis
Exallancyla tuberculicollis är en skalbaggsart som först beskrevs av Aurivillius 1920.  Exallancyla tuberculicollis ingår i släktet Exallancyla och familjen långhorningar. Inga underarter finns listade i Catalogue of Life.